# 1405
1405 година (MCDV) е обикновена година, започваща в четвъртък от юлианския календар.

## Събития

### Януари–декември
- 29 май – В Англия Ралф Невил, първият граф на Уестморланд, се среща в Шиптън Мур с Ричард льо Скроп, архиепископ на Йорк и Томас Моубрей, граф на Норфолк, убеждава ги да изпратят бунтовническата си армия обратно у дома, след което ги хвърля в затвора.
- 8 юни – Ричард льо Скроп, архиепископ на Йорк и Томас Моубрей, граф на Норфолк, са екзекутирани в Йорк по заповед на крал Хенри IV.
- 11 юли – Командирът на флота на династията Мин Джън Хъ отплава от Суджоу, за да изследва света за първи път.
- 5 октомври – Кристина Пизанска пише писмо до кралица Изабела Баварска, призовавайки я да се намеси в политическата борба между херцозите на Бургундия и Орлеан.
- 17 ноември – на архипелага Сулу край бреговете на Минданао във Филипините е създаден султанатът Сулу.

### Неизвестна точна дата
- В Англия е построено Абатството на Бат.
- Първият известен запис за консумация на уиски в Ирландия, където се дестилира от католически монаси.
- Конрад Кийзер публикува „Белифортис“, книга за военните технологии.
- Кристина Пизанска написва „Книга за града на дамите“.

## Родени
- 8 февруари – Константин XI Палеолог, последният византийски император († 1453 г.)
- 6 март – крал Хуан II Кастилски († 1454 г.)
- 6 май – Георги Кастриоти, по-известен като Скандербег, албански национален герой († 1468 г.) (вероятна дата)
- 18 октомври – папа Пий II († 1464 г.)
- неизвестна дата – Луи I Бурбон-Монпасие, френски граф († 1486 г.)
- неизвестна дата – Цецилия фон Бранденбург, херцогиня на Брауншвайг-Волфенбютел († 1449 г.)

## Починали
- между 17 и 19 февруари – Тимур (известен още като Тамерлан), тюркско-монголски монарх и завоевател (* 1336 г.)
- 16 март – Маргарета III, графиня на Фландрия (* 1350 г.)
- 8 юни
  - Ричард льо Скроп, архиепископ на Йорк, екзекутиран в Йорк (* ок. 1350 г.)
  - Томас де Моубрей, четвърти граф на Норфолк, екзекутиран в Йорк (* 1385)
- вероятно – Жан Фроасар, френски писател и хронист (* 1337 г.)